# Hiritum
Hiritum va ser una ciutat estat de Mesopotàmia, que estava situada entre l'Eufrates i el Tigris, a la vora del canal d'Irnina que els unia, en allò que avui en dia és l'Iraq. Era independent cap al 2000 aC.
Es menciona per les lluites pel poder entre Elam, que ja havia conquerit l'Alta Mesopotàmia, i el país de Sumer o Baixa Mesopotàmia, en temps del rei Hammurabi de Babilònia. Se sap que el sukkal elamita va envair Hiritum durant un breu període, fins que una coalició entre les ciutats de Mari, Babilònia i Eixnunna el va obligar a retirar-se. La batalla d'Hiritum va tenir lloc l'any 1764 aC, però va ser més aviat un setge on la ciutadella es va convertir en el punt més àlgid de la guerra d'Elam per conquerir Eixnunna. Es conserven cròniques de la batalla on Hiritum és tant una ciutat com una fortalesa.
Aquesta guerra forma part del conflicte entre Babilònia i Larsa, i de la formació del Primer Imperi babilònic.